# Haut-commissaire du Royaume-Uni en Zambie

Le haut-commissaire du Royaume-Uni en Zambie (en anglais : High Commissioner of the United Kingdom to Zambia) est le représentant diplomatique du Royaume-Uni auprès de la République de Zambie et le chef de la mission diplomatique à Lusaka.

## Liste des hauts-commissaires
- 1964-1966 : Sir Leslie Monson[1]
- 1967-1971 : Sir Laurence Pumphrey[2]
- 1971-1974 : John Duncan[3]
- 1974-1978 : Stephen Miles[4]
- 1978-1980 : Sir Leonard Allinson[5]
- 1980-1984 : Sir John Johnson[6]
- 1984-1987 : William White[7]
- 1988-1990 : John Willson[8]
- 1990-1993 : Peter Hinchcliffe[9]
- 1993-1997 : Patrick Nixon[10]
- 1997-2001 : Thomas Young[11]
- 2001-2005 : Timothy David[12]
- 2005-2008 : Alistair Harrison[13]
- 2008-2011 : Thomas Carter[14],[15]
- 2012-2015 : James Thornton[16]
- 2015-2016 : Lucy Joyce (intérim)[17]
- 2016-2019 : Fergus Cochrane-Dyet[18]
- Depuis 2019 : Nicholas Woolley